# Campbell (Missouri)
Campbell è un comune degli Stati Uniti d'America, situato nello Stato del Missouri, nella contea di Dunklin.